# Сафикюрдский, Аслан-бек
Аслан-бек Агалар-бек оглы Сафикюрдский (азерб. Aslan bəy Ağalar bəy oğlu Səfikürdski; 1881—1937) — азербайджанский политический и государственный деятель.

## Биография
Аслан-бек Сафикюрдский родился в селе Сафикюрд (Елизаветпольская губерния) в 1881 году.
В 1901 году Аслан-бек Сафикюрдский, окончив Елисаветпольскую классическую гимназию, где и получил среднее образование, поступил на юридический факультет Императорского Харьковского университета, а в 1902 году по собственному желанию был переведен в Санкт-Петербургский Императорский университет. В марте 1903 г. за активное участие в студенческом движении Аслан-бек был исключен из Петербургского университета. 20 января 1904 г. он был восстановлен в тот же университет. В 1907 г. Сафикюрдский окончил университет. В 1907—1911 гг. Аслан-бек занимал должность помощника присяжного поверенного в уездных судах в Елизаветполе и Шушеи одновременно занимался благотворительной деятельностью. Он был одним из руководителей «Мусульманского благотворительного общества», а также председателем «Товарищества актеров». В 1911—1917 гг. Аслан бек вначале занимал должность заседателя Шушинской городской думы, а затем — присяжного поверенного.
Будучи членом партии эсеров, в 1915 году Аслан-бек участвовал на съезде нерусских народов в городе Киев. После того, как его исключили из партии эсеров, он вступил в группу мусульманских социалистов. Участвовал в разоружении русских войск в Гяндже.
После Февральской революции (1917 г.) Сафикюрдский вошел в состав Гянджинского уездного исполнительного комитета, а также был избран членом Гянджинского мусульманского национального совета.

## Деятельность
Аслан-бек Сафикюрдский стал членом мусульманской фракции Закавказского сейма, созданного после роспуска Всероссийского учредительного собрания, а также — членом Национального Совета Азербайджана. Он руководил блоком мусульманских социалистов. В декабре 1918 г. был избран в Парламент АДР от Казахского уезда.
В третьем правительственном кабинете АДР Аслан-бек Сафикюрдский занимал должность министра почты, телеграфа и труда, а в четвертом правительственном кабинете — министра юстиции и труда.
Вел решительную борьбу за право рабочих на забастовку. Был усилен контроль над производством различных видов промышленности.
По инициативе Аслан-бека Сафикюрдского при Министерстве труда Азербайджанской Демократической Республики в январе 1919 года было учреждено Особое совещание по вопросу рабочих. Данное учреждение обязывалось «примирить» нефтепромышленных рабочих с работодателями (создан Арбитражный орган) и предоставить рабочему класс социальную защиту, а именно охрану труда.
Согласно Постановлению Аслан-бека от 26 января 1919 года, полностью восстанавливались коллективные договоры, промыслово-заводские комитеты и выдачу общей прибавки для взрослых рабочих суммой в 360 рублей.
Осенью 1919 года под руководством Аслан-бека создана комиссия по вопросу о повышении ставок платежа труда служащих, а также рабочих индустриальных предприятий в Баку.
Был создан Азербайджанский государственный банк.
Меры, предпринятые Аслан-беком в области социальной защиты вызвали возмущение у магнатов — владельцев крупного капитала. Руководители Совета съезда нефтепромышленников обратились к главе правительства, выразив своё негодование.
В июне 1919 был назначен членом Комитета государственной обороны АДР. С января 1920 г. он стал членом Центральной комиссии по созыву Парламента. С 1920 г. Сафикюрдский, в основном, продолжал свою деятельность в Парламенте. 5 февраля 1920 г. он стал членом финансово-бюджетной комиссии. 27 апреля 1920 г. принимал участие в переговорах с азербайджанскими коммунистами.
После апрельского переворота Аслан-бек Сафикюрдский занял должность наркома юстиции Азербайджанской ССР.  

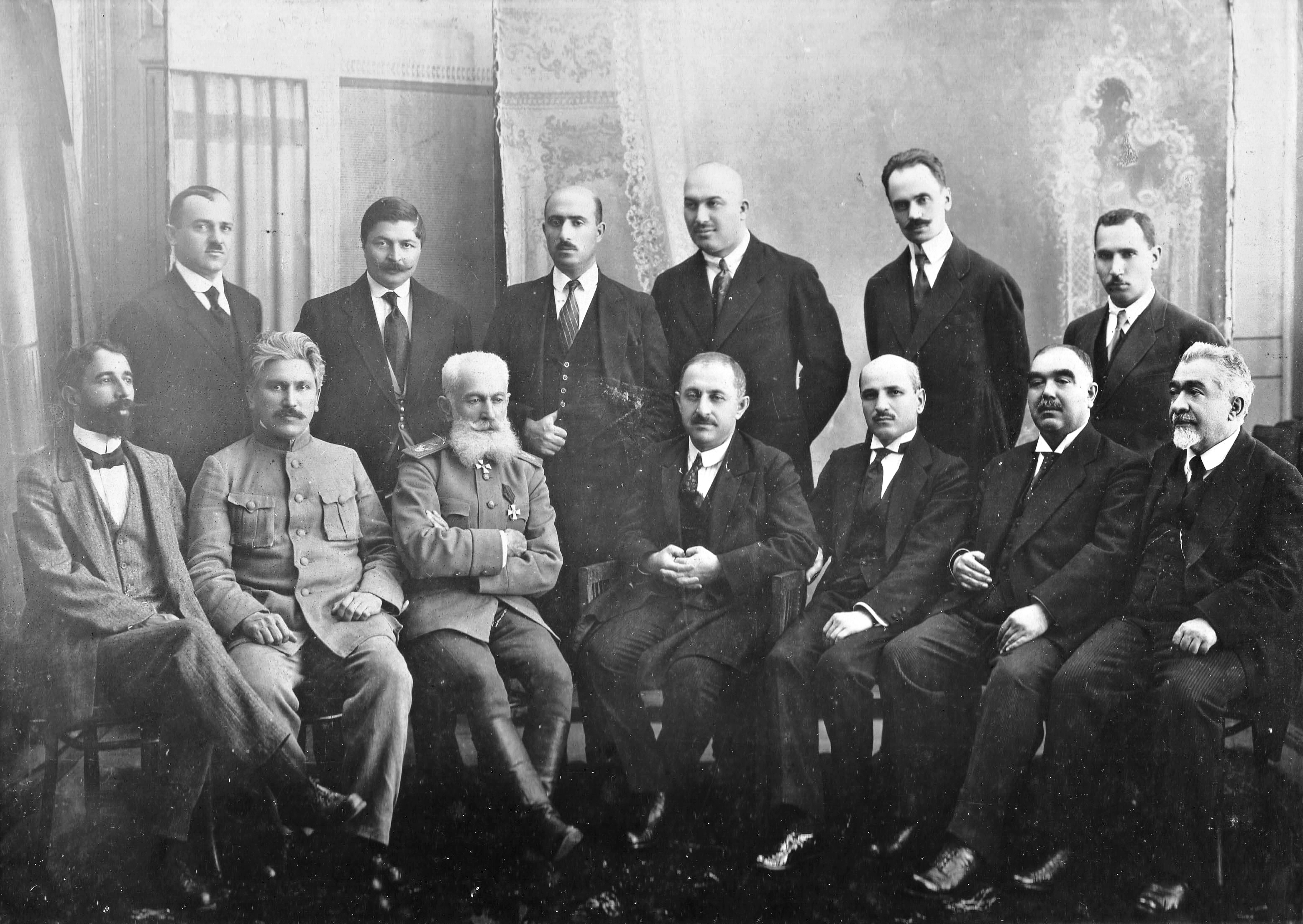
Аслан-бек Сафикюрдский в составе кабинета министров АДР. Декабрь 1919. Сидят (слева направо): А. Сафикюрдский, Х. Мелик-Асланов, С. Мехмандаров, Н. Усуббеков, М.Ю. Джафаров, А. Гасанов и А.Н. Достаков; стоят: X. Амаспюр, Р. З. Капланов, А. Аминов, Дж. Гаджинский, В.В. Кленовский, Н. Нариманбеков.

В течение июня-августа 1922 года в Москве проходил судебный процесс над правыми эсерами. Совсем скоро, 1—9 декабря, в Баку состоялся суд над местными эсерами. Всего было привлечены 32 человека (21 эсер, 4 члена Азербайджанской партии эсеров «Халгчи», 6 беспартийных и 1 монархист). Среди них был и Асаан-бек Агалар-оглы Сафикюрдский, являвшийся бывшим членом эсеровской партии «Халгчи», которая самораспустилась в 1921 году. Они обвинялись в «поджоге нефтяных промыслов в Сурахане», но некоторым подсудимым были предъявлены ещё отдельные обвинения. Их дело слушалось в Верховном революционном трибунале Азербайджанской ССР в составе Полуяна (председатель), Бабаева, Романова и Аскерова (запасной член). На процессе выступило 2 обвинителя (Васильев и Велибеков) и 6 защитников (Пиник, Ханакарян, Амиров, Гепштейн, Бляхин и Тимков). По итогам судебного процесса трибунал вынес разные приговоры, начиная от оправдательного и кончая смертной казнью. Сафикюрдский был приговорён к 3 годам заключения. 
После освобождения Аслан-бек нашел работу юридического консультанта в системе объединения «Азнефть», но, несмотря на это, все время подвергался преследованиям.
Умер после продолжительной болезни в 1937 году.